# Juan de Alfaro y Gámez
Juan de Alfaro y Gámez (n. anii 1640, Córdoba, Andaluzia, Spania – d. 1680, Madrid, Madrid⁠(d), Spania) a fost un pictor spaniol din perioada barocă. S-a născut la Córdoba. A fost mai întâi elevul lui Antonio del Castillo⁠(d), dar și-a terminat studiile la Madrid sub îndrumarea lui Velázquez, a cărui manieră a urmat-o, în special în portrete. A fost angajat de Velazquez pentru a copia lucrările lui Titian, Rubens și Van Dyck. În biserica Carmeliților este o pictură de-a sa numită Întrupare, iar în biserica Colegiului Imperial din Madrid se află pictura cu Îngerul Păzitor.
Biograful Palomino relatează o poveste care dovedește că poseda mai multă vanitate decât pricepere. Fiind angajat să picteze subiecte din viața Sfântului Francisc pentru mănăstirea cu acel nume, le-a luat din tipărituri, dar a avut îndrăzneala să pună fiecăreia dintre ele Alfaro pinxit. Primul său maestru, Castillo, pentru a-i pedepsi vanitatea, a obținut permisiunea să picteze unul și a scris în partea de jos non pinxit Alfaro, care a devenit proverb. Îi plăcea să călătorească, era bine versat în literatură, scria poezii și câteva note interesante despre viețile lui Becerra⁠(d), Céspedes⁠(d) și Velazquez. A pictat portretul lui Calderón de la Barca, care a fost poziționat peste mormântul poetului din biserica San Salvador din Madrid. Comportamentul său față de patronul său, amiralul Castillei, a lăsat o mare pată amintirii lui mai mare decât chiar vanitatea sa. L-a părăsit pe amiral când a fost alungat și i-a solicitat cu ardoare patronajul când a fost rechemat: respingerea pe care a primit-o i-a produs o mare tristețe care i-a cauzat moartea, ce a avut loc la Madrid.